# Hassen El Kout
Hassen El Kout (arabe : حسن الكوت) est un footballeur tunisien.
Il évolue au poste de défenseur au sein du Club africain.

## Carrière
- 1932-1938 : Club africain (Tunisie)

## Palmarès
Club africain
- Championnat de Tunisie (1) : 
  - Champion : 1937 (promotion d'honneur)[2].